# Singa cyanea
Espèce
Synonymes
- Lithyphantes cyaneus Worley, 1928

Singa cyanea est une espèce d'araignées aranéomorphes de la famille des Araneidae.

## Distribution
Cette espèce est endémique du Nebraska aux États-Unis,.

## Publication originale
- Worley, 1928 : New Nebraska spiders. Annals of the Entomological Society of America vol. 21, no 4, p. 619-622.